# Ibb
Pour les articles homonymes, voir IBB.
Ibb (ou Abb, en arabe : إب) est une ville du Yémen, capitale du gouvernorat d'Ibb, peuplée de 160 000 habitants (2005), à environ 120 km au nord est de Mokka. 
Située dans les montagnes occidentales à 2050 mètres d'altitude, entourée de terres fertiles, elle bénéficie d'un climat tropical humide permettant une pratique intensive de l'agriculture (sorgho, coton, fruits, khat).
Ibb a été gouverné par un émir semi-autonome jusqu'en 1944, date de l'abolition de l'émirat.
Ibb est bordé par plusieurs provinces : au nord Dhamar, au sud Ta'izz et Ad Dali', à l'est Al Bayda', et à l'ouest al-Hodeïda.
L'équipe de football principale est Al-Sha'ab Ibb.